# باشگاه فوتبال کازانکا مسکو
باشگاه فوتبال کازانکا مسکو (روسی: Футбольный клуб "Казанка" Москва) یک باشگاه فوتبال در شهر مسکو کشور روسیه است. این باشگاه در لیگ حرفه‌ای فوتبال روسیه بازی می‌کند. این باشگاه در سال ۲۰۰۸ تأسیس شده‌است. Sapsan Arena محل برگزاری بازی‌های خانگی این باشگاه است.